# Discografie van Nena
Dit is de discografie van de Duitse band Nena (1982-1987) en de in 1989 solo gegane zangeres Nena (1989-heden). De band Nena bracht tussen 1982 en 1987 vier Duitstalige studioalbums, één half Engelstalig en half Duitstalig album en één geheel Engelstalig studioalbum uit. Als solozangeres heeft Nena sinds 1989 twaalf studioalbums uitgebracht. Daarnaast zijn er verscheidene best-of albums, livealbums, videos en dvd's uitgebracht. Nena heeft in de periode 1990-2008 ook verscheidene albums met kinderliedjes uitgebracht. Naar schatting hebben de band Nena en de zangeres Nena tezamen ongeveer 22 miljoen platen verkocht.

## Studioalbums

### Studioalbums (Popmuziek)
| #           | Jaar | Titel | Nederlandse Album Top 50/100 | Nederlandse Album Top 50/100 | Nederlandse Album Top 50/100 |
| #           | Jaar | Titel | Datum binnenkomst            | Hoogste positie              | Aantal weken                 |
| ----------- | ---- | --- | ---------------------------- | ---------------------------- | ---------------------------- |
| -           | 1980 | The Stripes (met gelijknamige band) |                              |                              |                              |
| Nena (band) |      | |                              |                              |                              |
| 1           | 1983 | Nena | 12-03-1983                   | 2                            | 43                           |
| 2           | 1984 | ? (Fragezeichen) | 11-02-1984                   | 2                            | 19                           |
| -           | 1984 | 99 Luftballons - International Album (Bevat een aantal Engelstalige vertalingen van de Duitse nummers en een aantal Duitstalige nummers uit de albums Nena en Fragezeichen.) |                              |                              |                              |
| 3           | 1985 | Feuer & Flamme | 20-07-1985                   | 19                           | 8                            |
| -           | 1986 | It's all in the Game (Engelstalige versie van Feuer & Flamme) |                              |                              |                              |
| 4           | 1986 | Eisbrecher |                              |                              |                              |
| Nena (solo) |      | |                              |                              |                              |
| 1           | 1989 | Wunder gescheh'n |                              |                              |                              |
| 2           | 1992 | Bongo Girl |                              |                              |                              |
| 3           | 1994 | Und alles dreht sich |                              |                              |                              |
| 4           | 1997 | Jamma nich |                              |                              |                              |
| 5           | 1998 | Wenn alles richtig ist dann stimmt was nicht |                              |                              |                              |
| 6           | 2001 | Chokmah |                              |                              |                              |
| 7           | 2002 | 20 Jahre - Nena feat. Nena | 30-08-2003                   | 10                           | 20                           |
| 8           | 2005 | Willst du mit mir gehn | 23-04-2005                   | 36                           | 4                            |
| 9           | 2007 | Cover me |                              |                              |                              |
| 10          | 2009 | Made in Germany |                              |                              |                              |
| 11          | 2012 | Du bist gut |                              |                              |                              |
| 12          | 2015 | Oldschool |                              |                              |                              |
| 13          | 2020 | Licht |                              |                              |                              |

## Singles

### Singles uitgebracht in Nederland
| Single met eventuele hitnotering(en) in de Nederlandse Top 40 | Datum van verschijnen | Datum van binnenkomst | Hoogste positie | Aantal weken | Opmerkingen                             |
| ------------------------------------------------------------- | --------------------- | --------------------- | --------------- | ------------ | --------------------------------------- |
| Nena (band)                                                   |                       |                       |                 |              |                                         |
| 99 Luftballons                                                |                       | 12-3-1983             | 1(4wk)          | 10           | #1 in de Single Top 100                 |
| Nur geträumt                                                  |                       | 21-5-1983             | 9               | 7            | #7 in de Single Top 100                 |
| Leuchtturm                                                    |                       | 23-7-1983             | 13              | 6            | #7 in de Single Top 100                 |
| ? (Fragezeichen)                                              |                       | 24-12-1983            | 12              | 8            | #12 in de Single Top 100                |
| Rette mich                                                    |                       | 17-3-1984             | -               |              | #37 in de Single Top 100                |
| Lass mich dein Pirat sein                                     |                       | 2-6-1984              | -               |              | #45 in de Single Top 100                |
| Irgendwie, irgendwo, irgendwann                               |                       | 27-10-1984            | 10              | 9            | #13 in de Single Top 100                |
| Feuer und Flamme                                              |                       | 8-6-1985              | -               |              | #45 in de Single Top 100                |
| Haus der drei Sonnen                                          |                       | 10-8-1985             | -               |              | #47 in de Single Top 100                |
| Mondsong                                                      |                       | 28-2-1987             | -               |              | #80 in de Single Top 100                |
| Nena (solo)                                                   |                       |                       |                 |              |                                         |
| Anyplace anywhere anytime                                     |                       | 13-9-2003             | 1(5wk)          | 19           | feat. Kim Wilde/#1 in de Single Top 100 |
| 99 Luftballons (New version)                                  |                       | 7-2-2004              | -               |              | #82 in de Single Top 100                |
| Liebe ist                                                     |                       | 16-4-2005             | -               |              | #60 in de Single Top 100                |

### Singles met hitnotering in Vlaanderen
| Single met hitnotering(en) in de Vlaamse Ultratop 50 | Datum van verschijnen | Datum van binnenkomst | Hoogste positie | Aantal weken | Opmerkingen                                  |
| ---------------------------------------------------- | --------------------- | --------------------- | --------------- | ------------ | -------------------------------------------- |
| Nena (band)                                          |                       |                       |                 |              |                                              |
| 99 Luftballons                                       | 03-01-1983            | 26-3-1983             | 1               | 9            |                                              |
| Nur geträumt                                         | 06-1982               | 04-6-1983             | 11              | 5            |                                              |
| ?                                                    | 14-11-1983            | 04-01-1984            | 19              | 8            | De titel wordt uitgesproken als Fragezeichen |
| Irgendwie, irgendwo, irgendwann                      | 10-09-1984            | 17-11-1984            | 29              | 3            |                                              |
| Nena (solo)                                          |                       |                       |                 |              |                                              |
| Anyplace anywhere anytime                            | 19-05-2003            | 18-10-2003            | 2               | 19           | feat. Kim Wilde                              |
| 99 Luftballons (2002) (New version)                  | 07-10-2002            | 03-04-2004            | tip15           | -            |                                              |

### Singles met hitnotering in de NPO Radio 2 Top 2000
| Nummers met noteringen in de NPO Radio 2 Top 2000 | '99 | '00 | '01 | '02 | '03 | '04 | '05 | '06 | '07 | '08 | '09 | '10 | '11 | '12 | '13 | '14 | '15 | '16 | '17  | '18  | '19  | '20  | '21  | '22  | '23  | '24  |
| ------------------------------------------------- | --- | --- | --- | --- | --- | --- | --- | --- | --- | --- | --- | --- | --- | --- | --- | --- | --- | --- | ---- | ---- | ---- | ---- | ---- | ---- | ---- | ---- |
| 99 Luftballons                                    | 234 | 288 | 366 | 345 | 144 | 357 | 436 | 310 | 511 | 334 | 493 | 428 | 543 | 279 | 374 | 413 | 411 | 439 | 376  | 309  | 407  | 296  | 350  | 357  | 321  | 331  |
| Anyplace, Anywhere, Anytime (met Kim Wilde)       | ×   | ×   | ×   | ×   | -   | -   | 856 | 380 | 811 | 868 | 753 | 736 | 795 | 664 | 699 | 779 | 881 | 999 | 969  | 838  | 914  | 900  | 894  | 985  | 918  | 950  |
| Nur geträumt                                      | -   | -   | -   | -   | -   | -   | -   | -   | -   | -   | -   | -   | -   | -   | -   | -   | -   | -   | 1774 | 1543 | 1605 | 1567 | 1421 | 1382 | 1336 | 1278 |

1. ↑  Een '-' betekent dat het nummer niet was genoteerd, een '×' betekent dat het nummer nog niet was uitgebracht en een vetgedrukt getal geeft de hoogste notering van een nummer aan.

## Kinder-, verzamel- en livealbums

### Kinderalbums
- Komm Lieber Mai... (1990)
- Nena singt die schönsten Kinderlieder (Heruitgave van 'Komm lieber Mai...') (1994)
- Unser Apfelhaus (1995)
- Nena und die Bambus Bären Bande (1996)
- Nenas Weihnachtreise (1997)
- Nena macht... Rabatz (1999)
- Nenas Tausend Sterne (2002)
- Madou und das Licht der Fanatsie (2002)
- Himmel, Sonne, Wind und Regen (2008)

### Verzamelalbums
Onder andere:
- Die Band (Best of) (1991)
- Nena-Definitiv collection (Best of) (1996)
- Alles gute (die singles 1982-2002) (2003)
- Best of Nena (Inclusief 1 nieuwe song en een nieuwe versie van Haus der drei Sonnen) (2010)

### Livealbums
Onder andere:
- Nena Live (1995)
- Nenalive (1998)
- Nena live Nena (2004)
- Made in Germany Live (2010)
- Live at SO36 (2016)

## Dvd/VHS concertregistratie

### VHS
- Europatour '84 (1984)

### Dvd
- Nena feat. Nena Live (2003)
- Europatour '84 (2006)
- Made in Germany Live (2011)

## Prijzen voor platenverkoop
Let op: benodigde hoeveelheid verkochte platen voor gouden of platina onderscheiding verschilt per land. In het overzicht zijn alleen platen opgenomen, waarvan bekend is dat zij deze status hebben bereikt. In werkelijkheid kunnen het er meer zijn. Het overzicht beperkt zich tot de landen Duitsland, Oostenrijk, Zwitserland, het Verenigd Koninkrijk en de Verenigde Staten.
| Gouden plaat - Duitsland - 1982: voor de single Nur geträumt - 1983: voor de single 99 Luftballons - 1985: voor het album Feuer und Flamme - 2003: voor de single Anyplace, anywhere, anytime - 2005: voor de single Liebe ist - 2010: voor het album Made in Germany - 2013: voor het album Du bist gut - Oostenrijk - 2005: voor het album Willst du mit mir gehn - Zwitserland - 2005: voor het album Willst du mit mir gehn - Verenigd Koninkrijk - 1984: voor de single 99 Red Balloons - Verenigde Staten - 1984: voor de single 99 Luftballons/99 Red Balloons | Platina plaat - Duitsland - 1983: voor het album Nena - 1984: voor het album ? - Zwitserland - 2003: voor het album 20 Jahre – Nena feat. Nena 3x gouden plaat - Duitsland - 2005: voor het album Willst du mit mir gehn 2x platina plaat - Oostenrijk - 2004: voor het album 20 Jahre – Nena feat. Nena 3x platina plaat - Duitsland - 2005: voor het album 20 Jahre – Nena feat. Nena | \| Land \| Goud \| Platina \| \| ------------------- \| ---- \| ------- \| \| Duitsland \| 10 \| 5 \| \| Oostenrijk \| 1 \| 2 \| \| Zwitserland \| 1 \| 1 \| \| Verenigd Koninkrijk \| 1 \| 0 \| \| Verenigde Staten \| 1 \| 0 \| \| Totaal \| 14 \| 8 \| |
| Land | Goud | Platina |
| Duitsland | 10 | 5 |
| Oostenrijk | 1 | 2 |
| Zwitserland | 1 | 1 |
| Verenigd Koninkrijk | 1 | 0 |
| Verenigde Staten | 1 | 0 |
| Totaal | 14 | 8 |